# General Dynamics F-16XL

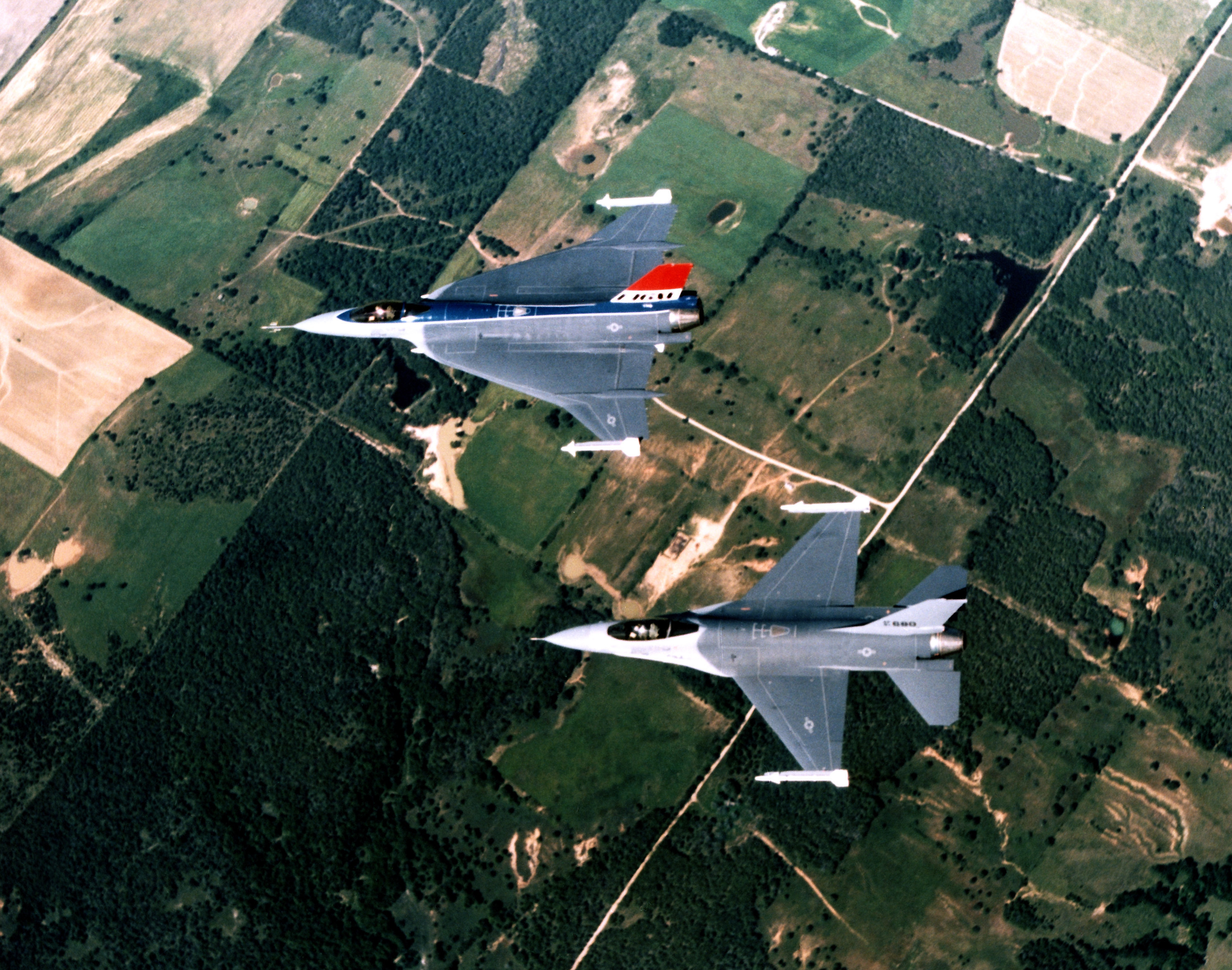
Vista dall'alto di una coppia di F-16 ed F-16XL.

Il General Dynamics F-16XL, noto anche come F-16E, era un notevole sviluppo del progetto originale dell'F-16, il programma venne soppresso dalle decisioni politiche ed industriali dei tardi anni ottanta.
Era un derivato dell'F-16, ma con caratteristiche talmente diverse e nell'insieme migliorate, da non essere assimilabile ad una semplice versione della macchina, per via di un'ala totalmente rinnovata (ala a doppio delta e una fusoliera allungata: la sigla XL sta per "extra-large").

## Sviluppo
Già al momento del concepimento, l'F-16 era previsto come macchina dotabile di ali sistemabili all'indietro o in avanti, per spostare il baricentro e modificarne la stabilità.
Il progetto SCAMP venne avviato nel 1980 per sfruttare la modularità del progetto originario per avere un aeroplano con un'ala diversa. SCAMP significava "programma di modifica per un aereo con velocità di crociera supersonica", il che già dà l'idea di cosa ci si potesse aspettare da tale apparecchio, un'innovazione notevolissima: la velocità supersonica in crociera ottenuta senza l'uso del postbruciatore.
Due aerei della produzione "normale", un biposto e un monoposto delle macchine di preserie, vennero modificati per essere impiegati in tale programma, e il primo volò il 3 giugno del 1982, il giorno dopo la presentazione, restando in aria 29 minuti.

## Tecnica
L'ala a delta è una forma adatta alle velocità supersoniche con la massima superficie e la minima resistenza, ma presenta svantaggi di vario genere alle basse velocità. Il "nuovo" F-16 aveva un'ala a doppio delta di nuovo disegno, progettata con la collaborazione della NASA, che consentiva molteplici vantaggi, a cominciare dalla riduzione della resistenza transonica ed in volo supersonico.
Una modifica, quella della nuova velatura, che ricorda quanto accadde a velivoli come il Sukhoi -7/9, l'F-84/84F e il Panther/Cougar. Oltre alla velocità di crociera supersonica (ovvero senza l'uso del postbruciatore che aumenta drasticamente i consumi), esistevano anche altri elementi che motivavano la scelta della nuova ala:
- la superficie dell'ala era incrementata di ben 2,15 volte, con un totale di ben 60 m², diminuendo di molto il carico alare, nonostante il maggior peso al decollo (circa 340 kg per m² contro 550)
- il volume alare disponibile era tale che la macchina poteva disporre di ben 2.324 litri di carburante in più della precedente
- la superficie maggiore, unita al prolungamento del bordo d'attacco, garantiva la riduzione del percorso di decollo del 33%
- il rapporto portanza/resistenza migliorava dell'11%
- grazie alla minore apertura alare, miglioravano le velocità di rollio e beccheggio
- il numero dei punti d'aggancio aumentava, come anche lo spazio disponibile
- migliorava anche il comportamento nel volo a bassa quota ed alta velocità[senza fonte]

Inoltre la fusoliera era allungata di 1,47 metri, consentendo di aggiungere 1.058 litri di carburante. Erano assenti le due pinne ventrali, mentre il piano verticale restava immutato.
Infine, la presa d'aria era stata migliorata con l'introduzione di elementi mobili, tanto che nonostante la riduzione del rapporto potenza-peso, l'F-16XL aveva una velocità maggiore di quella della macchina standard, circa Mach 2,2 quando impiegava il nuovo motore F110 dalla spinta di circa 12,5 tonnellate.

## Epilogo
Questo aereo, nato in realtà come macchina sperimentale, era un velivolo promettente. Disponeva di 17 punti d'aggancio per complessivi 9.200 kg di carico, praticamente quanto un Panavia Tornado, e a parità di carico bellico permetteva un raggio d'azione superiore del 45%, mentre a parità di raggio d'azione il carico raddoppiava.
Oltre a questo, la disposizione dei carichi, con un massimo di ben 29, era stata migliorata, come nel caso degli AIM-120 AMRAAM, quattro dei quali, per via dell'allungamento della fusoliera, potevano essere posti sotto di essa, senza impegnare i punti d'aggancio subalari, come invece accade con gli F-16 normali. Questo fatto comporta ovviamente una minore resistenza aerodinamica, una maggiore velocità e una segnatura radar molto più ridotta sotto tutti gli angoli di osservazione.
Anche le doti stealth della cellula erano migliori per via della curvatura alare, che frontalmente ha una diversa e più sfavorevole (per i radar) angolazione del bordo d'attacco. Inoltre, a ulteriore vantaggio della bassa osservabilità radar (come anche della maneggevolezza e della velocità), il quantitativo di carburante interno, praticamente quanto quello di un F-15, era tale da non rendere necessaria la presenza dei soliti serbatoi da 1.400 litri subalari, come anche dei punti subalari per agganciare praticamente tutti i carichi esterni.
Così il nuovo F-16 poteva portare un carico di 4 bombe da 900 kg sotto le ali e 4 AMRAAM sotto la fusoliera, praticamente quanto due Fighting Falcon "normali", a distanze di circa 900 km, quando il caccia originale non supera i 600-650 km, volando a velocità maggiori con il carico e disimpegnandosi se necessario a velocità supersoniche per periodi prolungati, con notevolissimi vantaggi per le possibilità di sopravvivenza.
Venne anche sperimentata la mimetica con effetto di "inganno" dato da un finto abitacolo nella parte ventrale della fusoliera, come anche una falsa ombra della deriva, cosa certamente più promettente che con l'F-16 standard, data la mancanza delle pinne ventrali.
Tuttavia, questo nuovo aereo, certamente uno dei migliori cacciabombardieri leggeri mai realizzato (ammesso che sia ancora definibile come "leggero" un velivolo che raggiungeva le 21 tonnellate al decollo) non ha avuto seguito. Infatti la sua principale occasione lo ha visto contrapposto come nuovo interdittore (in sostituzione degli F-111) all'F-15E Strike Eagle, che risultò vincitore in quanto la sua potente struttura di caccia pesante da superiorità aerea gli consentiva di conservare quasi inalterate le prestazioni basiche, anche con le modifiche per l'armamento e l'elettronica da attacco, oltre ad avere il radar APG-70 di indubbia validità.
Ma l'errore basico nel giudicare l'F-16XL era proprio il fatto di compararlo a caccia di classe palesemente superiore. Benché la macchina sia stata seguita da vari clienti stranieri, a cominciare dall'aviazione israeliana, che poi ha tuttavia proseguito con il programma Lavi, il velivolo non è stato concretamente ordinato da alcuno e i due esemplari hanno poi prestato servizio con la NASA come macchine da ricerca.
Tuttavia il principale problema dell'F-16, essendo un caccia leggero, è proprio il rapporto raggio-carico utile, troppo limitato per un uso efficace nel ruolo di interdittore a lungo raggio (benché la cosa sia pienamente fattibile, come dimostra il caso Osirak) e gli attuali clienti dell'F-16 spesso devono "arrangiarsi" con versioni che, pur di incrementare il carico di carburante, hanno addirittura introdotto i serbatoi "conformal" sopra la fusoliera, con effetti estetici tra l'altro assolutamente nefasti rispetto alla bella sagoma dell'F-16XL.
Se le cose fossero andate in maniera diversa, il nuovo modello del Fighting Falcon avrebbe potuto ricoprire almeno un 20-25 % degli ordini, invece le sue prestazioni sono state lasciate senza un seguito concreto di interesse.
E questo pur essendo a tutt'oggi un progetto molto interessante che potrebbe essere implementato senza troppe difficoltà nella linea di produzione dell'F-16, ancora aperta.
Se la gara per il nuovo interdittore dell'USAF ha visto l'F-15E quale vincitore, bisogna dire che nel mondo, contro i quattro utenti dell'Eagle (e altrettanti del Tornado) ve ne sono decine che hanno nelle loro possibilità macchine come gli F-16 (come nel caso della Corea del Sud, costretta a rinunciare all'Hornet dopo averlo dichiarato vincitore) e che nel contempo avevano ed hanno esigenze che i caccia leggeri standard non riescono a ricoprire. L'F-16XL era una straordinaria soluzione a costi pienamente accettabili per chiunque potesse sostenere una linea su F-16C, con la possibilità di essere usato sia come interdittore che come caccia intercettore a lungo raggio; un mix ideale avrebbe potuto essere 1:3 verso l'F-16 "standard", massimizzando il rapporto costo-efficacia.
Il fatto che forse ha giocato maggiormente contro l'F-16XL è stato, oltre ad altri fattori concomitanti, il ridotto rapporto potenza-peso, che non ha avuto molto giovamento dalla notevole quantità di carburante aggiunta rispetto al modello originario. Ma anche questo problema, che non inficiava in maniera drammatica le prestazioni di volo complessive (dopotutto il Dassault Mirage III a pieno carico ha grossomodo lo stesso rapporto di 0,6:1, e il Tornado è addirittura fermo a circa 0,5:1, versione ADV inclusa) avrebbe potuto trovare una soddisfacente soluzione con i motori F110 in fase di sviluppo, da 12.500k kg per un'accettabile 0,8:1.
Il programma venne sospeso senza lasciare spazio ad ulteriori sviluppi.